# 관마로
관마로(Gwanma-ro) 전북특별자치도 임실군 관촌면 관촌교차로에서 진안군 마령면 마령교차로를 잇는 도로이다.

## 주요 경유지
전북특별자치도
- 임실군 (관촌면) - 진안군 (성수면 - 마령면)

## 노선
| 이름          | 접속 노선                  | 소재지                           | 소재지                     | 비고                            |
| ------------- | -------------------------- | -------------------------------- | -------------------------- | ------------------------------- |
| 관촌 교차로   | 국도 제17호선 (춘향로)     | 임실군                           | 관촌면                     |                                 |
| 주천 교차로   | 사선7길                    | 임실군                           | 관촌면                     |                                 |
| 방현 교차로   | 사선6길                    | 임실군                           | 관촌면                     |                                 |
| 좌산 교차로   | 지방도 제745호선 (사선2길) | 임실군                           | 관촌면                     |                                 |
| 방동교        |                            | 임실군                           | 관촌면                     |                                 |
| 포동교        |                            | 임실군                           | 관촌면                     |                                 |
|               | 진안군                     | 성수면                           | 지방도 제721, 745호선 구간 |                                 |
| 포동 교차로   | 진안군                     | 성수면                           | 지방도 제721, 745호선 구간 | 용포로 회봉1길                  |
| 황두 교차로   | 진안군                     | 성수면                           | 지방도 제721, 745호선 구간 | 회봉1길                         |
| 온천 교차로   | 진안군                     | 성수면                           | 지방도 제721, 745호선 구간 | 지방도 제721호선 (회봉송촌로)   |
| 좌포터널      | 진안군                     | 성수면                           |                            | 지방도 제745호선 구간 연장 259m |
| 양산교        | 진안군                     | 성수면                           |                            | 지방도 제745호선 구간           |
| 양산 교차로   | 진안군                     | 성수면                           | 용포로                     | 지방도 제745호선 구간           |
| 좌포교        | 진안군                     | 성수면                           |                            | 지방도 제745호선 구간           |
| 양화 교차로   | 진안군                     | 성수면                           | 양화길                     | 지방도 제745호선 구간           |
| 양화교        | 진안군                     | 성수면                           |                            | 지방도 제745호선 구간           |
| 원좌포 교차로 | 진안군                     | 성수면                           | 중길로 원좌길              | 지방도 제745호선 구간           |
| 내좌 교차로   | 진안군                     | 성수면                           | 고분제로                   | 지방도 제745호선 구간           |
| 산내교        | 진안군                     | 성수면                           |                            | 지방도 제745호선 구간           |
|               | 진안군                     | 마령면                           |                            | 지방도 제745호선 구간           |
| 서산교 월운교 | 진안군                     |                                  |                            | 지방도 제745호선 구간           |
| 월운 교차로   | 진안군                     | 국가지원지방도 제49호선 (관진로) |                            | 지방도 제745호선 구간           |
| 강정교        | 진안군                     |                                  |                            | 지방도 제745호선 구간           |
| 강정 교차로   | 진안군                     | 임진로                           |                            | 지방도 제745호선 구간           |